# 杨晓坤
杨晓坤（1968年3月—），男，中华人民共和国外交官，现任中华人民共和国驻莱索托王国特命全权大使。

## 生平
杨晓坤长期任职于外交部国际司，曾任外交部国际司五处副处长、处长、常驻日内瓦代表团公使衔参赞、驻英国大使馆公使衔参赞、外交部国际司公使衔参赞。2023年，任外交部人权事务特别代表。2024年6月，出任中华人民共和国驻莱索托大使。